# Fusão (controle de versão)
Fusão ou mesclagem (também chamada de integração), ou em inglês merge, no controle de versão, é uma operação fundamental que concilia várias alterações feitas a uma coleção de arquivos controlada por versão. Na maioria das vezes, é necessária quando um arquivo é modificado por duas pessoas em dois computadores diferentes ao mesmo tempo. Quando dois ramos são fundidos, o resultado é uma única coleção de arquivos que contém dois conjuntos de alterações. 
Em alguns casos, a fusão pode ser realizada automaticamente, pois há informações suficientes sobre o histórico para reconstruir as mudanças, e as mudanças não entram em conflito. Em outros casos, a pessoa deve decidir exatamente o que os arquivos resultantes devem conter. Muitas ferramentas de software de controle de versão incluem recursos de fusão.